# Kneajîci, Iampil
Kneajîci (în ucraineană Княжичі) este localitatea de reședință a comunei Kneajîci din raionul Iampil, regiunea Sumî, Ucraina.

## Demografie
Componența lingvistică a localității Kneajîci
     Ucraineană (97,69%)
     Rusă (2,31%)
Conform recensământului din 2001, majoritatea populației localității Kneajîci era vorbitoare de ucraineană (97,69%), existând în minoritate și vorbitori de rusă (2,31%).